# Shai

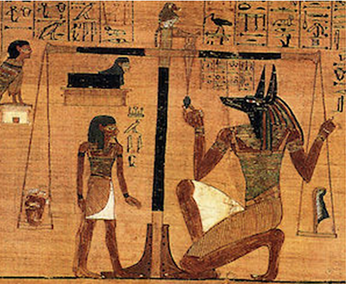
Shai, Deus egípcio

Shai (também grafado como Sai ou Shay) foi a deificação do conceito de destino na mitologia egípcia. Como um conceito, sem nenhum motivo em particular para ser associado com algum gênero, Shai algumas vezes era considerado uma mulher, em vez da compreensão mais comum de ser um homem. Nessas ocasiões, Shai era chamado de Shait, a forma feminina de seu nome. Esse nome reflete sua função, significando "(aquilo que é) ordenado" em egípcio antigo.
Os egípcios acreditavam que Shai determinava a duração da vida dos humanos e permanecia aos seus lados até enfrentarem julgamento nas mãos de Osíris no submundo. Em sua forma masculina ele era frequentemente descrito como consorte de Renenutete e Mesquenete. Os gregos por sua vez associaram-no Agatódemon, deus da previsão do futuro, muitas vezes o representando como um porco com cabeça de serpente porque "shai" era a palavra para porco e Agatódemon era um deus serpente.